# Michele Mara
Michele Mara (ur. 2 października 1903 w Busto Arsizio, zm. 18 listopada 1986 w Mediolanie) – włoski kolarz szosowy, srebrny medalista mistrzostw świata.

## Kariera
Największy sukces w karierze Michele Mara osiągnął w 1928 roku, kiedy zdobył srebrny medal w wyścigu ze startu wspólnego amatorów podczas mistrzostw świata w Budapeszcie. W zawodach tych wyprzedził go jedynie jego rodak Allegro Grandi, a trzecie miejsce zajął Belg Jean Aerts. Był to jednak jedyny medal wywalczony przez Marę na międzynarodowej imprezie tej rangi. Ponadto w 1930 roku wygrał Mediolan-San Remo i Rzym-Neapol-Rzym, w 1932 roku był najlepszy w Circuito Castelli Romani, a w 1934 roku w Trophée Colimet-La Turbie. Był też drugi w Giro di Lombardia i trzeci w Tre Valli Varesine w 1931 roku oraz trzeci w wyścigu Mediolan-San Remo rok później. Kilkakrotnie startował w Giro d'Italia, najlepszy wynik osiągając w 1932 roku, kiedy zajął szóste miejsce w klasyfikacji generalnej. W 1930 roku wygrał pięć etapów Giro, zajmując 15. miejsce w klasyfikacji generalnej, a rok później zwyciężył na dwóch etapach, jednak całego wyścigu nie ukończył. Nigdy nie wystąpił na igrzyskach olimpijskich. Jako zawodowiec startował w latach 1928-1937.
Jego brat, Enrico, również był kolarzem.